# Kumská přehrada
Kumská přehrada (rusky Кумское водохранилище) je přehradní nádrž v severní části Karelské republiky v Rusku. Přehradní jezero na řece Kumě (povodí Kovdy) za hrází Kumské hydroelektrárny bylo naplněno v roce 1966. Přehrada zatopila údolí řeky Kumy a v zóně vzdutí se nacházejí jezera Topozero, Pjaozero a Kundozero. Přehradní jezero má rozlohu 1910 km². Průměrná hloubka je 7 m. Má objem 13,3 km³.

## Vodní režim
Úroveň hladiny kolísá v rozsahu 4,5 m. Reguluje dlouhodobé kolísání průtoku. Zamrzá v listopadu až na začátku prosince a rozmrzá v květnu až na začátku června. Využívá se pro energetiku, splavování dřeva a zásobování vodou. Je zde rozvinuté rybářství (síh malý a severní, pstruzi, lipani, korušky, štiky).